# Municipio de Fremont (condado de Tuscola)
El municipio de Fremont (en inglés, Fremont Township) es un municipio del condado de Tuscola, Míchigan, Estados Unidos. Tiene una población estimada, a mediados de 2023, de 3131 habitantes.

## Geografía
Está ubicado en las coordenadas 43°21′34″N 83°24′09″O / 43.35944, -83.40250 (43.359346, -83.402608). Según la Oficina del Censo, tiene una superficie total de 93.5 km², de los cuales 91.1 km² corresponden a tierra firme y 2.4 km² están cubiertos de agua.

## Demografía
Según el censo de 2020, en ese momento había 3167 personas residiendo en la zona. La densidad de población era de 34.8 hab./km². El 93.87 % de los habitantes eran blancos, el 0.22 % eran afroamericanos, el 0.28 % eran amerindios, el 0.19 % eran asiáticos, el 0.85 % eran de otras razas y el 4.58 % eran de una mezcla de razas. Del total de la población el 2.78 % eran hispanos o latinos de cualquier raza.